# Arapuca

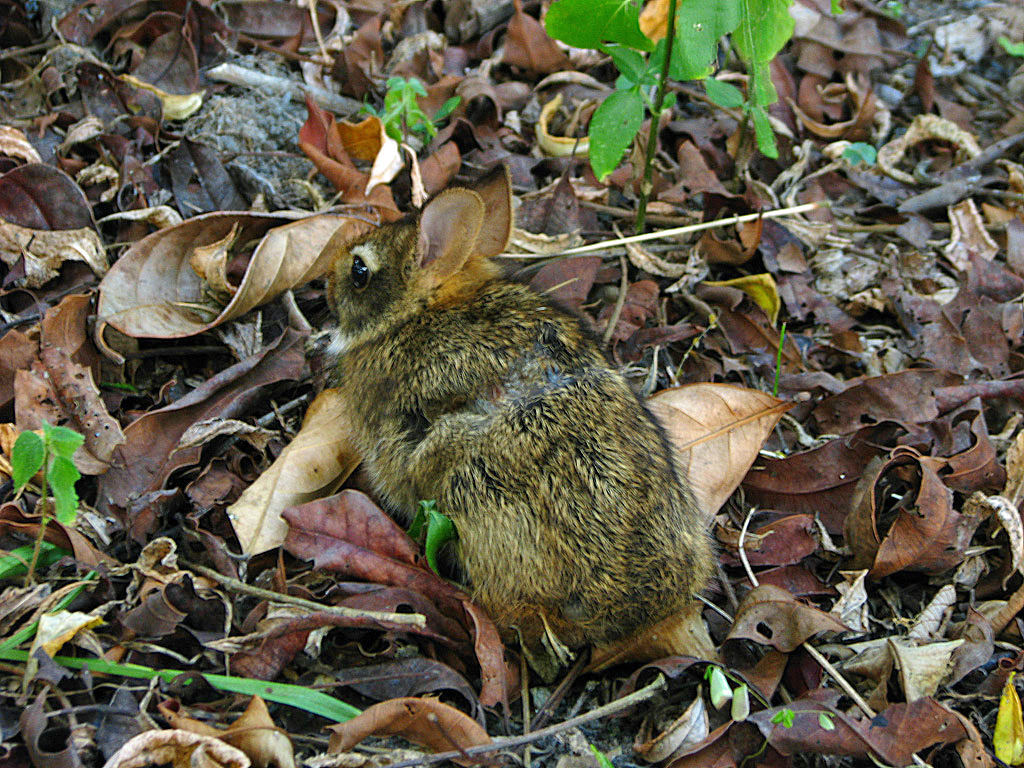
Por seu caráter arredio, o tapiti sempre foi uma tradicional presa caçada com arapuca pelos índios.

Arapuca (também arataca ou urupuca) é um artefato sul-americano de origem indígena, o qual consiste numa armadilha com formato piramidal destinada a pegar aves vivas, pequenos mamíferos ou outros animais de caça. Tal estrutura é feita como uma gaiola de gravetos cada vez menores na parte superior, em geral amarrados tradicionalmente com lianas ou fibras vegetais e que o homem do campo em contato com a cultura indígena adaptou ao usar barbante ou arame, na amarração da superposição de camadas. Para a estrutura, geralmente são usadas fibras de cipó ou de árvores como a embaúba devido a sua resistência e leveza.
Nos anais do Instituto Arqueológico, Histórico e Geográfico Pernambucano, volume 18, de 1916, há a seguinte citação:
«Pequena armadilha de varinhas para pegar pássaros. Vocábulo de origem tupi, uma vez que para a caça de aves tinham os índios (...) armadilha a que davam o nome de arapuca, ou que assim ficou chamada, uma vez que é uma corruptela de arapug, ‘prender batendo’, segundo [o historiador] Macedo Soares.»
A técnica consiste em colocar a armadilha num local apropriado, onde o caçador sabe ser a passagem da presa ou seu habitat preferencial, inserir embaixo da estrutura pequenas iscas (como sementes, pedaços de pão, sobras de alimentos crus etc.) para quando o animal se encontrar em posição de captura o disparador ser acionado por seu peso, fazendo cair sobre si tal estrutura de gravetos, impedindo-lhe a fuga — em geral o disparador fica oculto por uma camada de folhas secas e terra, do próprio local onde está sendo armada, para não gerar desconfiança da presa.
A palavra original ara'puka é de origem tupi. Tornou-se expressão de largo uso no Brasil (inclusive tema de músicas) para referir-se a armadilha (amorosa ou de trapaça).